# 藁城南站
藁城南站位于中华人民共和国河北省石家庄市藁城区廉州镇，是石济客运专线上的高铁站，2017年12月28日开通启用，由中国铁路北京局集团衡水車務段管辖。

## 歷史
- 2017年12月28日开通启用。

## 外部連結
- 中国铁路客户服务中心（页面存档备份，存于）